# Calw
Calw (udtales [kalf] eller [kalp]) er administrationsby i i landkreis Calw i den tyske delstat Baden-Württemberg. Byen ligger omkring 18 kilometer syd for Pforzheim og 33 kilometer vest for Stuttgart.

## Geografi
Calw ligger i flodalen til Nagold i det nordlige Schwarzwald. Den gamle bydel ligger vest for floden, og de nyere bydele ligger på skråningerne omkring. I kommunen løber også vandløbene Tälesbach, Ziegelbach, Wurstbrunnenbach, Schießbach, Schlittenbach og Schweinbach. Byen ligger mellem 330 og 630 moh.

### Nabokommuner
Disse byer og kommuner grænser til Stadt Calw. (med uret fra nord):
Bad Liebenzell, Althengstett, Gechingen, Wildberg, Neubulach, Bad Teinach-Zavelstein, Neuweiler, Bad Wildbad und Oberreichenbach (alle Landkreis Calw).

### Inddeling
Calw består af 13 bydele og landsbyer: Altburg, Oberriedt, Speßhardt, Spindlershof, Weltenschwann, Calw, Alzenberg, Heumaden, Wimberg, Hirsau, Ernstmühl, Holzbronn og Stammheim.

## Historie
Calw nævnes første gang i 1075. I det 11. århundrede opstod Calw omkring borgen, der tilhørte greverne von Calw. Calw var i middelalderen en betydningsfuld handelsby med klæde- og læderhandel. 1345 kom Calw under Württemberg og blev sæde for et amt. I det 16. århundrede var byen sommerresidens for de württembergske hertuger. I det 18. århundrede kom endnu en blomstringstid med tømmerflådning og handel med træ.
I 1945 var der i byen en arbejdslejr under koncentrationslejren Natzweiler-Struthof
Den tyske forfatter Hermann Hesse blev født i Calw i 1877.
- Kirken
- Torvet set fra bunden
- Hermann Hesses fødested på torvet

- Calw med Nikolausbroen og Nikolauskapellet over Nagold
- Nikolauskapellet på Nikolausbroen

## Literatur
- Joseph Stöckle: Führer durch Calw und Umgebung. Würzburg u. Wien, Verlag Leo Woerl, 1889.
- Württembergisches Städtebuch; Band IV Teilband Baden-Württemberg Band 2 aus Deutsches Städtebuch. Handbuch städtischer Geschichte – Im Auftrage der Arbeitsgemeinschaft der historischen Kommissionen und mit Unterstützung des Deutschen Städtetages, des Deutschen Städtebundes und des Deutschen Gemeindetages, hrsg. von Erich Keyser, Stuttgart, 1961.
- Josef Seubert: Von Auschwitz nach Calw. Jüdische Frauen im Dienst der totalen Kriegsführung. Ed. Isele Eggingen, 1989. 75 Seiten. ISBN 3-925016-49-X

## Eksterne kilder og henvisninger
- Wikimedia Commons har flere filer relateret til Calw
- Internetpräsenz der Stadt Calw
- Regionalwiki Arkiveret 9. oktober 2008 hos  Wayback Machine